# Ричард Раундтри
Ричард Раундтри (енгл. Richard Roundtree; Њу Рошел, 9. јула 1942 — Лос Анђелес, 24. октобра 2023) био је амерички глумац. Раундтри је био најпознатији по насловној улози детектива Џона Шафта у филму Шафт (1971) и два његова наставка, Шафтов велики успех! (1972) и Шафт у Африци (1973), где је улогу остварила и млада Неда Арнерић. Појављивао се и у бројним телевизијским серијама.
Остале улоге које је остварио су му у филмовима Око за око (1981), Инчон (1982), Врелина велеграда (1984), Полицајац манијак (1988), Седам (1995), Ђорђе из џунгле (1997), као и у римејку Шафт (2000), Лудо крстарење (2003), Цигла (2005). Новије улоге остварио је и у филмовима Шта мушкарци желе и Шафт, оба из 2019. године.